# Tihosuco
Tihosuco (Tihotzuk) (en maya peninsular jo’o = cinco, tsuuk = montículo) es una villa del estado mexicano de Quintana Roo, localizada al noroeste del territorio estatal en el Municipio de Felipe Carrillo Puerto, es una de las poblaciones más antiguas de Quintana Roo, famosa por sus construcciones coloniales y fue uno de los lugares de inicio de la Guerra de Castas. Se encuentra localizada a 85 km, al norte de Felipe Carrillo Puerto por la Carretera Federal 295.

## Historia

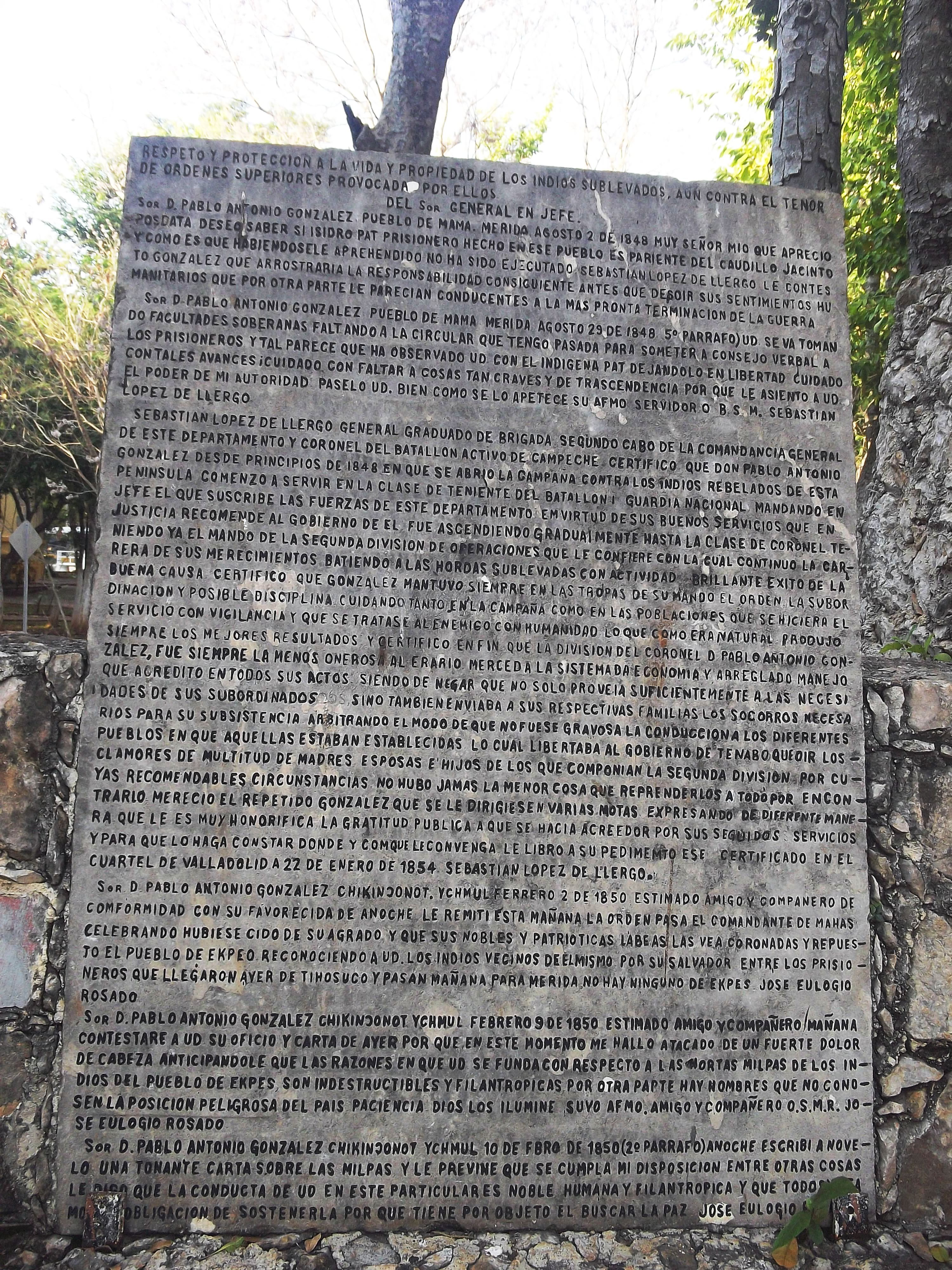
Piedra grabada que narra un episodio de la Guerra de Castas ocurrido en Tihosuco.

Tihosuco fue una población de origen maya, con anterioridad a la llegada de los españoles fue la capital del cacicazgo de Cochuah, uno de los que formaban parte de las tierras dominadas por los mayas. Fue conquistada en el año de 1544 por Francisco de Montejo, conquistador de Yucatán, siendo una de las poblaciones que mayor dificultad ofreció para su sometimiento, los religiosos franciscanos que se dedicaron a la evangelización de la península la eligieron como centro de sus actividades en la zona, construyendo el Templo del Santo Niño Jesús y un convento cuyas actuales ruinas son el principal símbolo del pueblo, pronto Tihosuco fue una próspera población de españoles y mestizos, sin embargo, los maya siempre fue mayoritaria entre la población, en 1686 los piratas Laurens de Graaf (neerlandés) y Michel de Grandmont (francés) la saquearon cuando iban camino a la ciudad de Valladolid.

### La Guerra de Castas
Uno de los iniciadores y principales líderes de la Guerra de Castas sería Jacinto Pat, quien era cacique de Tihosuco, siendo éste una de las primeras poblaciones en quedar en control de los mayas, sería en Tihosuco donde se reunirían los principales jefes rebeldes y desde donde dirigieron al Gobernador de Yucatán una carta donde le hacían saber las razones de su lucha:

"... que a no haber sido los daños que empezaron a ocasionarnos los señores españoles, aquí en el pueblo de Tihosuco, no se hubieran alzado estos pueblos; pues si lo están, es por defenderse de la muerte que empezó a ocasionarnos el señor subdelegado D. Antonio Trujeque; cuando vieron estos indios las tropelías con que se les cogía para amarrarlos en la plaza de este pueblo de Tihosuco, entonces, señor, se alzaron..."

Un año después, en 1848 los yucatecos recuperaron Tihosuco, que sin embargo repetidamente cambió de manos varias veces, durante gran parte del Siglo XIX estuvo en manos de los mayas rebeldes de Chan Santa Cruz, y tras la derrota final de los mayas a manos del gobierno mexicano, en 1901, Tihosuco quedó completamente destruido y deshabitado. 
En el año de 1935 dos familias procedentes de Chichimilá, Yucatán redescubrieron el pueblo cubierto por la selva y se establecieron en él, iniciando así el repoblamiento de Tihosuco. Fueron estas familias quienes iniciaron el rescate de los edificios coloniales que habían quedado completamente cubiertos por la selva.

## Localización y población
Tihosuco se encuentra ubicada en la zona oeste del estado, muy cercana a los límites de Quintana Roo con el estado de Yucatán, sus coordenadas geográficas son 20°11′45″N 88°22′25″O / 20.19583, -88.37361 y tiene una altitud de 30 metros sobre el nivel del mar, se localiza a 81 kilómetros al noroeste de Felipe Carrillo Puerto y a 66 kilómetros al sur de Valladolid, Yucatán; su principal vía de comunicación es la Carretera Federal 295, que la une con estas dos poblaciones y con otras cercanas de Quintana Roo, como Tepich, distante 14 kilómetros al noreste de Tihosuco por la misma vía, además una carretera estatal secundaria la comunica hacia el suroeste con la población quintanarroense de Dziuché, donde enlaza con la Carretera Federal 184 que conduce a poblaciones como Peto, Tekax y Mérida.
Según el Censo de Población y Vivienda de 2020 realizado por el Instituto Nacional de Estadística y Geografía, la población total de Tihousco es de 5,228 habitantes.

## Monumentos
En la actualidad Tihosuco es un destino turístico colonial de importancia, siendo sus principales atractivos sus edificios coloniales, prácticamente los únicos existentes en Quintana Roo, así como el Museo de la Guerra de Castas.
El edificio más importante Tihosuco es el Templo del Santo Niño Jesús y su adyacente convento, la construcción de la iglesia terminó en el año de 1839 y se encuentra en la actualidad en ruinas, debido a que su fachada fue destruida por una explosión mediante la cual los mayas lograron ingresar a la iglesia en la insurrrección de 1847 debido a que la población blanca se había refugiado en ella, quedando en la actualidad únicamente restos de las paredes laterales, una pequeña parte de la fachada y un sector de la bóveda de cañón. El convento vecino fue transformado en cementerio y quedan apenas las paredes exteriores.
Alrededor de la plaza central se ubican las antiguas casas de los españoles, algunas de ellas han sido restauradas, como la que en la actualidad alberga el Museo de la Guerra de Castas, donde se exhiben armas, documentos e imágenes de este conflicto social que afectó a la región en el siglo XIX.